# Hrvati Bosne i Hercegovine
Hrvati Bosne i Hercegovine ili Bosanskohercegovački Hrvati su pripadnici hrvatskog naroda koji žive u Bosni i Hercegovini i broje više od pola milijuna pripadnika, čineći oko 15 % ukupnog stanovništva Bosne i Hercegovine. Hrvati su jedan od triju konstitutivnih naroda u Bosni i Hercegovini, a njihov materinski jezik je hrvatski, koji je jedan od triju službenih jezika u toj državi. Pretežno su katolici. Naseljavaju zapadnu Hercegovinu i jugozapadnu Bosnu, gdje su apsolutna većina, dijelove istočne Hercegovine, također i središnju Bosnu i Bosansku Posavinu, gdje su nakon rata u Bosni i Hercegovini postali manjina, ali su u istim krajevima povijesno ukorijenjeni.

## Ime
Hrvate Bosne i Hercegovine se često naziva „bosanskim Hrvatima” (pr. engl. Bosnian Croats), što nije točan naziv jer Hrvati žive i u hercegovačkom dijelu te države. S druge strane, neki ih poistovjećuju s Hercegovcima jer su većina Hrvata iz Bosne i Hercegovine, Hercegovci. Hercegovina je teritorijalno najveći i najhomogeniji hrvatski etnički prostor u BiH. To opet nije ispravno jer velik dio ih potječe i iz Bosne. Nimalo nije zanemariv udio Hrvata iz dijelova BiH čije ime nije obuhvaćeno u imenu države, a nisu ni Bosna ni Hercegovina. Stoga je jedini ispravan naziv Hrvati Bosne i Hercegovine, jer oni po svojoj regionalnoj pripadnosti mogu biti Bosanci, Hercegovci i dr. Hrvati u Bosni u odnosu prema tradicijskoj kulturi ne odriču zavičajnog bosanstva da bi bili više etnički Hrvati. U Hercegovini je drugačiji slučaj. Pod pojmom Hercegovac već se podrazumijeva pripadnost hrvatskom narodu.

## Povijest

### Srednjovjekovna Bosna
Tijekom sedmog i sljedećih stoljeća Slaveni asimiliraju zatekle Ilire i Rimljane, primaju kršćanstvo te, uz razvitak vlastite kulture i umjetnosti, oblikuju političke institucije i, konačno, vlastitu državu. Stanovništvo srednjovjekovne bosanske države je bilo slavensko, po svojim etničkim i vjerskim značajkama pripadajući istom etničkom supstratu kao i Hrvati. Osim samoga spomena hrvatskoga imena, to se vidi u mnogobrojnim etno-kulturnim obilježjima, kao što su jezik (čakavstina i štokavska ikavica, te zapadna ijekavština, što su sve karakteristike hrvatskoga jezika), glagoljsko i zapadnoćirilsko pismo (tzv. bosančica ili hrvatska ćirilica) kojim su pisane isprave, djela vjersko-nabožnog i umjetničkog sadržaja, a koje je istovjetno hrvatskoj ćirilici koja se rabila u Dalmaciji i sjevernohrvatskom primorju, pripadnost zapadnom civilizacijskom krugu, što se očituje u zapadnom katoličkom kršćanstvu, te umjetničkim oblicima zapadne provenijencije (Romanika).
Politički, većina je sadašnje Bosne i Hercegovine (uz kratke intervale, kao za vrijeme srpskog župana Časlava Klonimirovića ), pripadala hrvatskoj državi, bilo za vrijeme hrvatskih narodnih vladara Trpimirovića (IX. – XII. stoljeće), bilo kao dio Hrvatsko-ugarskog kraljevstva. Jedan od simbola političkih veza Hrvatske i Bosne je i titula "ban", koju su bosanski vladari nosili od najranijih vremena, a koja je isključivo hrvatska politička titula. Svi bosanski kraljevi su bili katolici, i često (ne uvijek) se nalaze u rodoslovima hrvatskih dinastija. Kulturna strujanja, pogotovo za vrijeme posljednjih 150 godina predosmanske Bosne, sve su više isticala te značajke, tako da najznačajnija djela bosanske umjetnosti i pismenosti čine u Splitu nastali umjetnički rukopisi Hrvojev misal i Hvalov zbornik, iluminirani vjerski tekstovi stvoreni po narudžbi splitskog hercega i bosanskoga vojvode Hrvoja Vukčića Hrvatinića, te romanički zvonik i portal u Jajcu.

### Osmansko Carstvo
Tijekom osmanskog razdoblja i intenzivnog ratovanja, koje je trajalo oko 300 godina, Hrvatska je izgubila preko polovice stanovništva (raseljavanje, ratni gubitci, odvođenje u tursko sužanjstvo, epidemije, islamizacija), no, uspjela je zadržati svoju vezu sa zapadnom Europom (hrvatska renesansna i barokna književnost najbogatija je literatura toga razdoblja kod bilo kojega slavenskog naroda), a hrvatski narod u Bosni i Hercegovini je od većinskog postao progonjena manjina (smatra se da je, osim muslimana, broj pravoslavnih nadišao broj katolika nakon invazije princa Eugena Savojskog, tijekom koje je 1697. spaljeno Sarajevo). Domaće islamizirano stanovništvo, kao i doseljeno pravoslavno, tijekom tog razdoblja imalo je svoju odvojenu kulturnu, povijesnu i nacionalnu sudbinu.
Godine 1524. dolazi do najžešćega progona katolika u Bosni i Hercegovini. Te su godine srušeni franjevački samostani u Kraljevoj Sutjesci, Visokom, Fojnici, Kreševu i Konjicu, a nešto kasnije i u Mostaru. Drži se da je u takvim i sličnim okolnostima nekoliko stotina tisuća Hrvata katolika prešlo na islam. Godine 1528. Turci su osvojili Jajce i Banju Luku i tako u potpunosti uništili hrvatsku obrambenu liniju na Vrbasu. Tada je Hrvatska spala na 37.000 četvornih kilometara površine. Od sredine XVIII. stoljeća turska vlast u Bosni i Hercegovini stagnira, a u post-napoleonskom razdoblju rapidno opada, jer je Osmansko Carstvo iscrpilo demografske, civilizacijske i druge rezervoare za vojno-teritorijalnu ekspanziju, a Habsburška monarhija je, kao i većina Zapada, demografski, tehnološki i civilizacijski doživjela uspon i rast, čime su stvoreni preduvjeti za okupaciju Bosne i Hercegovine, koja se i dogodila 1878. godine.
Etnolozi su zanemarili gradsko stanovništvo u proučavanju Hrvata u Bosni i Hercegovini. Hrvati su živjeli u većini gradova u BiH i u otomansko doba. Bilo ih je svih socijalnih staleža koji su nemuslimani mogli biti. Prestankom turske vladavine i dolaskom Austrije krajem 19. stoljeća su veoma brojni u gradovima. U Sarajevu su imali svoju četvrt koju i danas u kolokvijalnom govoru nazivaju Latinluk. Zanemarivanje te činjenice objašnjava polaskom od teorijske paradigme daje autentična hrvatska kultura ona koju stvara nepismen seoski sloj, te činjenicom da su komunisti dobar dio Hrvata protjerali iz gradova oduzevši im imovinu.

### Austro-Ugarska
Od 1878. do 1918. godine traje austrijska uprava u Bosni i Hercegovini. Tijekom toga perioda, najznačajni procesi koji su oblikovali društvo bili su: definitivno ponovno uključivanje Bosne i Hercegovine u kulturni i politički prostor Europe i konačna kristalizacija bosanskohercegovačkih Hrvata od etničko-vjerskih u moderne političke subjekte, ili, od naroda u nacije, integrirane u nacionalni korpus zajedno sa svojim sunarodnjacima izvan BiH. U Bosni i Hercegovini je 1881. godine uspostavljena redovna crkvena organizacija. Za nadbiskupa vrhbosanskog postavljen je Josip Stadler. Ukinuta su oba apostolska vikarijata: bosanski i hercegovački, kao i misijski oblici djelovanja, umjesto kojih su uspostavljene tri biskupije: Vrhbosanska nadbiskupija sa sjedištem u Sarajevu, te Banjalučka i Mostarska biskupija. Potkraj devedestih godina XIX. stoljeća Hrvati u Bosni i Hercegovini osnivaju narodne čitaonice i kulturna i pjevačka društva, dok se početkom XX. stoljeća javlja sloj hrvatske inteligencije koji će odigrati značajnu ulogu u političkome i kulturnom životu Hrvata.
Od 1902. godine s radom započinje Hrvatsko kulturno društvo Napredak koje će odigrati značajnu ulogu u buđenju hrvatske nacionalne svijesti Hrvata u Bosni i Hercegovini.  U danima pred aneksiju Bosne i Hercegovine 1908. godine Hrvatska narodna zajednica preuzima političku ulogu. Politički program Hrvatske narodne zajednice uvelike se podudarao s politikom Hrvatsko-srpske koalicije u Banskoj Hrvatskoj. Nadbiskup Stadler i njegovi istomišljenici s takvom se politikom nisu slagali, pa su 1908. godine osnovali Hrvatsku katoličku udrugu, kojoj je pristupio i dio članstva Hrvatske narodne zajednice. Nova je stranka, za razliku od Hrvatske narodne zajednice, smatrala da sva politička udruženja u BiH trebaju održavati vjersku i nacionalnu podjelu stanovništva. Odnosi između dvije stranke bili su vrlo zaoštreni. Godine 1911. poseban papinski izaslanik posredovao je u sporu između dvije stranke i uspio ih izmiriti.

### Kraljevina Jugoslavija
Od 1918. do 1941. godine Bosna i Hercegovina se nalazi u sastavu Kraljevine Srba, Hrvata i Slovenaca, kasnije prozvane Kraljevina Jugoslavija. Osnovno obilježje toga razdoblja je nastojanje Srba da se, koristeći se dominacijom u vojsci i politici, te relativnom brojnošću (oko 38-40 % ukupnog stanovništva BiH), nametnu kao dominantan čimbenik u zemlji s ciljem "srbizacije" nesrpskih naroda. U režimu ograničenog parlamentarizma i drastičnih izbornih manipulacija, kasnije i monarhofašističke diktature, državne pljačke provedene putem novčane unifikacije preko obezvrijeđenog novca iz zemalja izvan Srbije, te političkih ubojstava (Milan Šufflay, Ivo Pilar) i korupcije (sve energije u zemlji su se trošile na zaoštrene političke borbe, te su, zbog unutrašnje rastočenosti zemlje, dovele do brzog kolapsa Kraljevine Jugoslavije u ratu s nacističkom Njemačkom).
No, poslije godina diktature, ubojstva, korupcionaških skandala i nasilja, 1939. godine, suočeni s neuspjehom centralizatorske politike, srpski vladajući krugovi pristaju na kompromis. Dolazi do sporazuma između vođe Hrvatske seljačke stranke Vladka Mačeka i predsjednika vlade Dragiše Cvetkovića. Tim je sporazumom osnovana Banovina Hrvatska, koja je osim Savske i Primorske banovine obuhvaćala i kotare Dubrovnik, Šid, Ilok, Brčko, Gradačac, Derventu, Travnik i Fojnicu. Time u Banovinu Hrvatsku ulazi oko 30 % područja današnje Bosne i Hercegovine (U Banovininu Hrvatsku je ušla većina područja u Bosni i Hercegovini, na kojem su Hrvati bili većina).

### Drugi svjetski rat
U Drugom svjetskom ratu, koji se vodio i na području Hrvatske i Bosne i Hercegovine, koje su bile podijeljene u njemačke i talijanske interesene sfere, glavne suprotstavljene sile su bile: okupacijske fašističke postrojbe, ojačane domobranskim i ustaškim snagama na području Nezavisne Države Hrvatske, koja je obuhvaćala Hrvatsku i Bosnu i Hercegovinu; srpske četničke postrojbe, s uporištem u Srbiji, te dijelovima NDH s većinskim srpskim stanovništvom, s nominalnim ciljem ponovne uspostave Kraljevine Jugoslavije, kao i praksom i programom pogroma i genocida nad Hrvatima i bosanskohercegovačkim Muslimanima; snage Komunističke partije Jugoslavije, s programom uspostave Jugoslavije kao federalne države sastavljene od nacionalnih republika (osim BiH, koja je zamišljena kao tronacionalna država), te društvenom revolucijom zasnovanom na sovjetskom staljinističkom modelu. Partizani (kako su komunisti uskoro postali poznati) su postali najdjelotvornijim borcima protiv njemačkih i talijanskih postrojbi, te njihovih saveznika. 
Dana 10. travnja 1941. godine proglašena je Nezavisna Država Hrvatska. Ideja hrvatske države, kojoj je stremio hrvatski narod i koja se očitovala u činu proglašenja NDH, imala je duboke korijene u žudnji za samostalnošću i slobodom, snažno ojačanom patnjom i progonima pod velikosrpskim režimom Kraljevine Jugoslavije. No, ironijom sudbine, ta je ideja vrlo brzo izdana od samog poglavnika Pavelića, predajom hrvatskih povijesnih zemalja u Dalmaciji fašističkoj Italiji, kao i genocidnom politikom njegovog režima, koji je kao poslušnik Hitlerovog novoga poretka, pristupio progonu Židova, Srba i Roma. Slomom Trećeg Reicha, 2. svibnja 1945. godine, ubrzo se dogodio i slom Nezavisne Države Hrvatske. Nakon sloma NDH, u blizini austrijske granice, kod Bleiburga, započelo je masovno stradanje Hrvata od strane partizanske vojske, u koju je unovčeno mnoštvo amnestiranih četnika iz Srbije. U posljednjim borbama i u Križnom putu, po posljednjim istraživanjima poginulo je ili ubijeno navjerojatnije oko 50.000 pripadnika oružanih snaga NDH ili civila.

### Socijalistička Jugoslavija
U razdoblju socijalističke Jugoslavije, Bosna i Hercegovina je bila trostupanjski piramidalno ustrojena: privilegirana klasa, s neprijepornom dominacijom od policije do naobrazbe i gospodarstva su bili Srbi, što zahvaljujući svojoj relativnoj brojnosti, zasluzi stradanja u NDH (još pojačanom manipulacijom statistikama), premoći u komunističkom aparatu, kao i ulozi produžene ruke beogradskog centralizma svojih sunarodnjaka. Na drugom mjestu su dolazili bosanskohercegovački Muslimani, koje je vlast podupirala kao nositelje državnih struja u BiH i protutežu srpskim i hrvatskim nacionalnim ideologijama koje su uključivale BiH kao dijelove svojih nacionalnih država, te kao visokonatalitetna skupina koja je, odričući se mnogih orijentalno-islamskih zasada, ipak dobro došla kao most prema islamskim zemljama u Pokretu nesvrstanih. Hrvati, kao najmalobrojniji i najsumnjiviji element, nosili su stigmu reakcionarnog katoličkog naroda, optuživani za genocide i brutalnosti NDH (od kojih su Muslimani dobrohotno ekskulpirani, a Srbi su, kao glavni komunistički krvnici još uživali privilegije zločina), podnijeli su sudbinu građana drugoga reda.
Stalno sumnjičeni i policijski proganjani, njihova etnička područja svjesno gospodarski zanemarivana, prisiljavani na emigraciju (od ekonomskih emigranata iz BiH, Hrvati, koji su činili oko 1/5 stanovništva, davali su preko 2/3 emigranata), uz potiskivanje hrvatskog jezika i nametanje srpskog, od školstva do medija, Hrvati su bili posebno podvrgnuti totalitarnom policijskom režimu, sve s ciljem depopulacije i eliminiranja hrvatskog naroda kao kanceroznog elementa koji priječi ostvarenje stvarnog socijalističkog društva u Bosni i Hercegovini. U takvim je prilikama Bosna i Hercegovina dočekala raspad Jugoslavije. Na prvim slobodnim demokratskim izborima u Bosni i Hercegovini, u studenom 1990. godine pobijedila je koalicija tri najveće nacionalne stranke u zemlji sastavljena od Stranke demokratske akcije (SDA), Srpske demokratske stranke (SDS) i Hrvatske demokratske zajednice Bosne i Hercegovine (HDZ BiH). Velika većina Hrvata je glasala za HDZ BiH.

### Rat u Bosni i Hercegovini
U ratu u Bosni i Hercegovini Hrvati su se prvi organizirali politički i vojno protiv srpskog agresora. Ta njegova organizacija bila je temeljem nastojanja da se održi kao konstitutivan i suveren narod u Bosni i Hercegovini. U redovima hrvatskih vojnih postrojbi početkom rata u Bosni i Hercegovini s Hrvatima su se borili i Bošnjaci. Hrvatske obrambene snage osnivaju se 3. prosinca 1991., a Hrvatsko vijeće obrane formira se 8. travnja 1992. godine, kao vrhovno tijelo obrane hrvatskog naroda u BiH i zaštite drugih naroda u toj zemlji od bilo kojeg agresora. Hrvatska zajednica Herceg-Bosna utemeljena je 18. studenog 1991. godine, što je bilo u skladu s tadašnjim ustavnim rješenjima o osnivanju zajednica općina. U osnivačkim aktima Hrvatske zajednice Herceg-Bosne i Hrvatskog vijeća obrane nema separatističkih tendencija. HVO je od velikosrpske agresije obranio zapadnu, sjevernu i središnju Hercegovinu te srednju Bosnu. Krajem listopada 1992. godine izbija Bošnjačko-hrvatski sukob, u kojem Bošnjaci otvoreno napadaju svoje dojučerašnje saveznike Hrvate. Dana 28. kolovoza 1993. godine Hrvatska zajednica Herceg-Bosna prerasta u Hrvatsku Republiku Herceg-Bosnu. 
Bošnjačko-hrvatski sukob je eskalirao tijekom 1993. godine, a slabi početkom 1994. godine. U ožujku 1994. godine, u Washingtonu je potpisano primirje između Hrvata i Bošnjaka, a njihovi teritoriji su ujedinjeni u Federaciju Bosne i Hercegovine. Nakon potpisivanja Washingtonskog sporazuma HVO je zajedno s Hrvatskom vojskom, a u nekim akcijama i s Armijom Republike Bosne i Hercegovine u 7 uspješnih pobjedničkih operacija oslobodio čitavu jugozapadnu Bosnu. Daytonskim mirovnim sporazumom završio je rat u Bosni i Hercegovini. Jedan od najosnovnijih principa na kojima je Daytonski sporazum bio zasnovan je bila podjela Bosne i Hercegovine po ključu 51 – 49 (51 % teritorija BiH Federaciji BiH i 49 % Republici Srpskoj) koji je usaglasila tzv. kontakt grupa. Daytonski sporazum je efektivno završio rat, ali je ostavio mnoge stvari nerješene. Prema podacima koje je objavio Istraživačko-dokumentacijski centar iz Sarajeva, u Bosni i Hercegovini je tijekom rata poginulo ili nestalo 7.762 Hrvata. Tijekom rata, Armija RBiH je prognala 128.343, dok je VRS prognao 155.040 Hrvata. Zbog ratnog stanja sa slobodnih prostora, izbjeglo je 104.000 Hrvata.

### Postdaytonska država
Danas su Hrvati u lošem položaju u odnosu na druga dva konstitutivna naroda u BiH – Hrvati nemaju svoj nacionalni kanal na državnoj televiziji, a u Federaciji BiH česta su preglasavanja Bošnjaka nad Hrvatima u Domu naroda i Zastupničkom domu Parlamenta Federacije Bosne i Hercegovine i prelijevanje novca iz hrvatskih u bošnjačka područja. Činjenica je da je u jednom dijelu BiH izvršeno etničko čišćenje, dok se u drugom dijelu različitim pritiscima i manipulacijama hrvatski narod dovodi u podređen položaj. Krše se osnovna ljudska prava, a pri tome posebno nemogućnost korištenja hrvatskog jezika. Stoga Hrvati žele svoju federalnu jedinicu, entitet. Među hrvatskim političkim strankama u BiH: oba HDZ-a, HSP-u, HSS-u, NSRZB-u i HKDU-u postoji konsenzus i o federalizaciji BiH, a niti jedna od njih ne odbacuje mogućnost uspostave hrvatske federalne jedinice u sklopu Bosne i Hercegovine, koja bi imala višenacionalni karakter.
Sve te stranke odbacuju Dodikov prijedlog da se hrvatska i bošnjačka federalna jedinica protežu isključivo na području današnje Federacije, dok bi RS u teritorijalnom smislu ostala netaknuta. Ako dođe do uspostave hrvatske federalne jedinice, Hrvati Bosne i Hercegovine vratili bi se na poziciju političkog naroda bez kojega se ne mogle donositi odluke. Osim toga, imali bi svoju izvršnu, zakonodavnu i sudsku vlast, a prestalo bi sustavno nadglasavanje Hrvata na federalnoj razini. Time bi bilo omogućeno osnivanje javne televizije na hrvatskom jeziku, normalan razvoj gospodarstva, prestalo bi prelijevanje novca iz hrvatskih u bošnjačka područja, prestali bi i pritisci i na hrvatski jezik u prosvjeti i dr. Ogroman diskontinuitet hrvatske federalne jedinice jamstvo je bošnjačkim političarima da se Hrvati niti mogu niti žele izdvajati iz BiH. Sve i da imaju takve namjere jednostavno nemaju kamo. Pripajanje Hrvatskoj nemoguće je, a još manje vlastita međunarodno priznata država.
Devedesete godine su rezultirale etničko-teritorijalnom homogenizacijom stanotništva BiH koja je učvršćena federaliziranjem zemlje na entitete i kantone, pri čemu je Sarajevo evoluiralo kao bošnjački demografski, ekonomski i politički centar, Banja Luka srpski a Mostar hrvatski. Grad Mostar je danas dinamično središte hrvatskog naroda u Bosni i Hercegovini, s koncentracijom institucija i javnih kompanija naslijeđenih od Herceg-Bosne, među njima: Sveučilište u Mostaru, Elektoprivreda Herceg-Bosne, Hrvatske Pošte Mostar, Hrvatski Telekom Mostar, Hrvatsko Narodno Kazalište, te sve parlamentarne političke hrvatske stranke u BiH, udružene u Hrvatski Narodni Sabor. Mostar je osim toga i sjedište županije s hrvatskom većinom.  

## Kultura

### Religija
Hrvati Bosne i Hercegovine su pretežno katolici. Svoju su vjeru s izrazitim žarom očuvali kroz mnoga teška povijesna razdoblja, a zajedno s njom, očuvali su i svoj nacionalni identitet. Osmansko razdoblje karakterizira stradanje i raseljavanje domaćeg hrvatsko-katoličkog stanovništva i plemstva, kao i islamizacija koja je uhvatila korijen zbog vise čimbenika, među kojima su najvažniji vjerski progon i nasilje, te inferiorni društveni položaj kršćana opterećenih raznim nametima, kao i institucija "devširme", prislinog odvođenja kršćanske djece i odgoja u islamskom duhu. Samopregalaštvu franjevaca treba zahvaliti što se kod hrvatskoga puka u Bosni i Hercegovini pa tako i u Dalmaciji i Slavoniji nisu iskorjenili ni katolička vjera ni osjećaj pripadnosti hrvatskom narodu. Godine 1881. Austro-Ugarska je potpisala Konkordat s Vatikanom o uvođenju svjetovne katoličke hijerarhije u Bosni i Hercegovini i tako počinje oporavak Katoličke crkve i njezinih vjernika u toj zemlji. Uspostavljene su četiri biskupije: Vrhbosanska nadbiskupija sa sjedištem u Sarajevu te Banjalučka, Mostarsko-duvanjska i Trebinjsko-mrkanska biskupija. 
U razdoblju dvije Jugoslavije, Hrvati-katolici smatrani su građanima drugog reda uz potiskivanje hrvatskog jezika i katoličke vjere te nametanje srpskog jezika. Katolički tisak otvoreno je iskazivao nezadovoljstvo postojećim položajem Crkve i sve se izrazitije vezivao uz hrvatski nacionalni pokret, a postupno izražavao i sve veću naklonost politici potpune hrvatske nezavisnosti. U posljednja dva rata, Katolička crkva i njezini vjernici doživjeli su brojna stradanja, posebice tu treba istaknuti stradanje hercegovačkih franjevaca u veljači 1945. godine i brojna zlodjela i progone koje su Hrvati-katolici pretrpjeli u ratu u Bosni i Hercegovini. Danas, broj katolika u Bosni i Hercegovini iznosi oko 450.000. Vjerski uzori bosanskohercegovačkih Hrvata su: blažena Katarina Kosača-Kotromanić, Diva Grabovčeva, blaženi Ivan Merz, sluge Božje Josip Stadler, Didak Buntić, Petar Barbarić i blažene Drinske mučenice. Mjesta najvećih hodočašća su Međugorje (Gospi Međugorskoj), Komušina-Kondžilo (Gospi Kondžilskoj), Olovo (Gospi Olovskoj), Podmilačje (svetom Ivanu Krstitelju), Humac (svetom Antunu Padovanskom) i Bobovac (misa za Domovinu).

### Umjetnost
Umjetnost podrazumijeva umjetničku produkciju hrvatskog naroda na prostoru današnje Bosne i Hercegovine. U porječju Neretve, helenizirano ilirsko pleme Daorsa širilo je grčki utjecaj. Njihov glavni grad Daorson na Ošanićima kod Stoca predstavlja danas najznačajniji kulturni centar staroga vijeka u BiH. Kompleks stepenastog svetišta u Gradcu pored Posušja iz 184. g. je imao mramorni hram posvećen preminulom rimskom caru Marku Aureliju. Kasnorimska umjetnost u BiH je obilježena gradnjom vila, kršćanskih mauzoleja, bazilika i oratorija kao: Vila Mogorjelo blizu Čapljine (rano IV. stoljeće). U BiH je utjecaj Romanike stizao iz Hrvatske i nikada nije bio prihvaćen u potpunosti, samo su se koristili neki od elemenata. Npr. Toranj sv. Luke u Jajcu (XV. stoljeće) ili motivi sa stećaka. Od gotičkih spomenika očuvali su se mnogobrojni nadgrobni spomenici, poznatiji kao stećci. Vrijedni ilumirani rukopisi bosanskog podrijetla nastaju u to vrijeme. 
Najkarakterističniji za našu kulturu viteške Europe je misal Hrvoja Vukčića-Hrvatinića, bosanskog vojvode i hercega splitskog. U XV. i XVI. stoljeću, cijela je Bosna i Hercegovina bila pod turskom vlašću koja je gotovo potpuno zatomila utjecaje renesanse i baroka (osim u bibliotekama u osamljenim  franjevačkim samostanima u Visokom, Kreševu, Fojnici, Kraljevoj Sutjesci itd.). Prvi domaći slikari (najpoznatiji Gabrijel Jurkić, Karlo Mijić, Branko Radulović i Petar Šain, itd.) upućuju se na europske akademije (Beč, München, Prag, Krakov, Budimpešta i Pariz) što im omogućuju stipendije Hrvatskog kulturnog društva Napredak. Skulptura je svedena na memorijalne portrete od kojih su najbolji Roberta Frangeša Mihanovića (autor i simboličkih skulptura Prosvjeta i Snaga na ulazu Napretkovog doma u Sarajevu) i Sputani genije Rudolfa Valdeca na grobu S. S. Kranjčevića. Nakon II. svjetskog rata osniva se ULUBiH, Državna škola za slikarstvo i Umjetnička galerija u Sarajevu. Arhitektonski regionalizam 1970-ih se očituje u zgradama kao što su robna kuća Razvitak u Mostaru (1970., A. Paljaga) ili Robna kuća u Jajcu (1976., R. Jadrić, Dž. Karić i N. Kurto). Dok se funkcionalizam još prepoznaje u višestruko nagrađivanom hotelu Ruža u Mostaru (1979., Z. Ugljen) i u Športskoj dvorani Gripe u Splitu (1980.).

### Književnost
Hrvatska književnost u Bosni i Hercegovini je definicija dana skupu novela, kratkih priča, pjesama i ostalih raznih književnih djela koja su ispisana na hrvatskome jeziku i pripadaju u cijelosti hrvatskoj kulturi u Bosni i Hercegovini, bosanskohercegovačkim Hrvatima i hrvatskome jeziku. Sastoji se od književnosti predosmanskog razdoblja (prvi jezični spomenici, tekstovi krstjana, diplomatsko-pravni tekstovi, natpisi na stećcima), književnosti Bosne Srebrene (molitvenici, katekizmi, zbirke propovijedi, životi svetaca, samostanske ljetopise, prva povijesna djela, pjesnička i memoarska djela, putopise, gramatike latinskoga i hrvatskoga jezika i leksikografska djela koja su mahom ostala u rukopisu), narodnog preporoda (osnivanje niza društava, čitaonica i knjižnica, u kojima se čitaju knjige, novine i kalendari, a održavaju se i tečajevi opismenjavanja), književnosti islamskog civilizacijskog kruga (mnogi bošnjački književnici koji su svoje djelo svjesno utkali u korpus hrvatske književnosti, crpili su iz njega izražajne oblike i primali utjecaje značajnijih hrvatskih autora, nacionalno se izjašnjavali Hrvatima i pisali su na hrvatskome jeziku) i suvremene hrvatske književnosti u Bosni i Hercegovini (najrazvijeniji domaći kulturni centri dugo vremena nisu mogli da zadovolje kulturne potrebe, no poslije započinje živa aktivnost na kulturno-prosvjetnom uzdizanju naroda, obnavlja se rad književnih listova, časopisa i društava te se osnivaju nova poput Hrvatskog kulturnog društva Napredak, Matice hrvatske i Društva hrvatskih književnika Herceg-Bosne).
Ta književnost obuhvaća književnike koji su pisali na hrvatskom jeziku, koji su podrijetlom iz Bosne i Hercegovine. Najpoznatiji književnici iz Bosne i Hercegovine, koji su pisali na hrvatskom jeziku su: Ivo Andrić, Ivan Aralica, Toma Babić, Safvet-beg Bašagić, Enver Čolaković, Musa Ćazim Ćatić, Matija Divković, Mak Dizdar, Asaf Duraković, Fadil Hadžić, Nusret Idrizović, Lucijan Kordić, Veselko Koroman, Mirko Kovač, Ivo Kozarčanin, Silvije Strahimir Kranjčević, Jakša Kušan, Tomislav Ladan, Filip Lastrić, Vitomir Lukić, Grgo Martić, Matija Mažuranić, Ahmed Muradbegović, Alija Nametak, Zvonimir Remeta, Novak Simić, Antun Branko Šimić, Lovro Šitović Ljubušak, Nikola Šop, Anđelko Vuletić.

### Sredstva informiranja
Obavještajna sredstva (novine, radio, televizija) u Dragutin Pavličević, Kratka politička i kulturna povijest Bosne i Hercegovine, HIC, Zagreb, 2000.

Radiotelevizija Herceg-Bosne je bosanskohercegovačka televizijska postaja na hrvatskom jeziku. Sjedište televizije je u Mostaru. Televizija je osnovana 1992. uz neprekidni cjelodnevni radijski program a televizijski program je s emitiranjem počeo tek 1. srpnja 2019. godine nakon niza akvizicija nekoliko televizija. RTV Herceg-Bosne ima novinarsko dopisništvo u Kiseljaku koje pokriva događanja u središnjoj Bosni, zatim u Orašju koje pokriva Posavinu dok novinarske ekipe iz Mostara pokrivaju središnju, sjevernu, južnu i zapadnu Hercegovinu.

### Glazba
Tradicionalna narodna glazba Hrvata u Bosni i Hercegovini je uglavnom povezana sa sljedećim: gangom, klapskim pjevanjem, guslama, tamburicom i šargijom. Navedeni glazbeni oblici pjevanja i instrumenti su jedan od stožernih čimbenika hrvatske kulture i nacionalnog bića. Oni su izvorište životne radosti, vedrine, poštenih osjećaja i pjesništva. Uz njih se stoljećima rađalo, živjelo, pjevalo, guslilo, naposljetku i umiralo, a uz to su i znak prkosa tuđincu i njegovoj kulturi te su najviše obilježili 13. stoljeća hrvatske povijesti i slobodno se može reći da su očuvale hrvatski nacionalni identitet. Ganga, klapsko pjevanje i gusle su rasprostranjene u zapadnoj Hercegovini, ali se također u određenoj varijanti može naći i u zaleđu sjeverne Dalmacije, istočne Hercegovine i Bosne. Tambura (deminutiv tamburica) je najrasprostranjenija u Bosanskoj Posavini i Središnjoj Bosni. Šargija je rasprostranjena u sjevernoj Bosni, prije svega u Bosanskoj Posavini te u žepačkom, šeherskom i komušanskom kraju pa sve do Olova i Vareša. 
Iz tog spoja tradicije i modernog razvila se u Bosni i Hercegovini poglavito zabavna glazba koju su u početku izvodili popularni vokalno-instrumentalni sastavi poput Indexa, Bijelog dugmeta, Ambasadora i dr. Zabavna glazba bila je glazba srednjeg sloja bosanskohercegovačkog građanstva i novih intelektualnih slojeva u društvu, koji su se htjeli osloboditi "ruralnog i nazadnog". Najznačajniji predstavnici zabavne glazbe kod Hrvata u Bosni i Hercegovini su: Đorđe Novković, Željko Bebek i Jura Stublić a među novim zvijezdama ističu se: Mate Bulić, Ivan Mikulić, Nikša Bratoš, Mija Martina Barbarić, Ivana Marić, grupa Feminem i drugi. Iz Bosne i Hercegovine podrijetlo vuku i brojni drugi hrvatski glazbenici poput Krunoslava Kiće Slabinca, Ive Fabijana, Borisa Novkovića, Vesne Pisarović i drugih. Dva glavna festivala su Melodije Mostara i Etnofest Neum na kojima osim poznatijih hrvatskih glazbenika iz Bosne i Hercegovine, nastupa i velik broj glazbenika iz Hrvatske. Usporedno s tradicionalnom vrstom glazbe, zadnjih su se desetljeća u Bosni i Hercegovini razvili i novi glazbeni žanrovi poput heavy metala, hip hopa, housa i techna, čime Bosna i Hercegovina ne zaostaje za ostalim zemljama svijeta.

### Kulturna baština
U pogledu kulturne baštine osobito su značajne dvije kraljevske rezidencije: Bobovac i Jajce. U Kraljevoj Sutjesci čuva se dio gotičkog krilnog oltara sa slikom "Poklonstvo kraljeva" na jednoj, a "Kristove muke" na drugoj plohi. Prva strana, dakle, pripada radosnom ciklusu i za prilike kada je oltar bio otvoren, a druga žalosnom ciklusu, kada su krila bila zatvorena. Srebreni pacifikal u Kreševu zanimljiv je zbog graviranih medaljona na krajevima krakova, u kojima su prikazane osobe odjevene tipično za XV. stoljeće. Od velikog kamenog križa s Glamočkog polja, danas u Zemaljskom muzeju, sačuvao se samo donji dio s nogama Isusa koje su prikovane jedna preko druge, a izvajane naturalistički, s pregibom svojstvenim gotici i kasnijim manirima. Dva rukopisa su izuzetno vrijedna: Hvalov zbornik i Hrvojev misal. Oba su pisana u Splitu za potrebe hercega Donjih krajeva i kneza splitskog Hrvoja Vukčića Hrvatinića. Luksuznije opremljen je Hrvojev misal, pisan glagoljicom između 1405. i 1407. godine za crkvu sv. Mihovila u Splitu (ili Omišu). Posebni dio kulturne baštine Hrvata Bosne i Hercegovine čine mnogobrojna umjetnička djela nastala na tlu Hrvatske po narudžbi bosanskohercegovačke vlastele. 
Uz Hrvojev misal, u tu kategoriju ulaze posebno raškosna djela izrađena u plemenitim kovinama (srebru i zlatu), među kojima se, uz kaleže i moćnike bana Bosne Šubića i hercegovačkog vojvode Hranića, posebno ističe monumentalna škrinja sv. Šimuna, napravljena po narudžbi Elizabete Anžuvinske, kćeri bana Stjepana Kotromanića. Većina tih radova čuva se u samostanima i crkvama Zadra i Nina. Posebnu skupinu čine katolički franjevački samostani sa svojim čuvenim knjižnicama, galerijama, muzejima, ljekarnama i učionicama. U srednjoj Bosni glasoviti su samostani u Kraljevoj Sutjesci, Kreševu, Fojnici, Gučoj Gori, zatim samostani Petrićevac i Marija Zvijezda kraj Banje Luke, Tolisa i Plehan u Bosanskoj Posavini, širokobriješki samostan u Hercegovini pa samostani u Sarajevu, Gorici kraj Livna, Mostaru i drugdje. Kasnije katedrale koje nastaju uspostavom redovne crkvene organizacije odnosno osnivanjem četiriju biskupija 1881. godine nemaju tako veliku kulturno-povijesnu vrijednost kakvu imaju spomenuti franjevački samostani.

### Obrazovanje
Ognjišta najranije pismenosti bili su samostani, među kojima su se posebno isticali Kreševo, Fojnica, Kraljeva Sutjeska i Tolisa, a kasnije i samostani u Hercegovini (Humac i Široki Brijeg). Za hrvatsko osnovno školstvo u Bosni i Hercegovini za vrijeme Turaka, najviše zasluge pripadaju Ivanu Franji Jukiću i Grgi Martiću, koji su škole osnivali, pomagali i u njima predavali. Od 1872. godine osnivaju osnovne škole u više mjesta u BiH i školske sestre franjevke Krista Kralja. Njihova je nastava vođenda metodski i stručno, pa su hrvatske katoličke osnovne škole u Bosni i Hercegovini pri kraju turskog i početkom austrougarskog perioda u organizacijskom i nastavnom pogledu bile na nivou tadašnjeg osnovnog školstva u naprednijim krajevima. Obrazovni sustav prije rata u Bosni i Hercegovini je dominantno bio orijentiran prema mješavini nacionalnih kultura uz potiskivanje hrvatskog indentiteta ili na štetu hrvatskih interesa. Osnivanjem Hrvatske zajednice Herceg-Bosne početkom rata u Bosni i Hercegovini, na područjima na kojima su Hrvati u većini organizira se nastava u osnovnim i srednjim školama po hrvatskim nastavnim planovima i programima u BiH. 
U isto vrijeme Univerzitet Džemal Bijedić u Mostaru postaje Sveučilište u Mostaru sa službenim hrvatskim jezikom i do sada je jedino takvo sveučilište u Bosni i Hercegovini. Sveučilište u Mostaru se sastoji od 10 fakulteta i treće je najveće sveučilište u BiH, iza sarajevskog i banjolučkog. Daytonskim sporazumom obrazovanje prelazi u nadležnosti Republike Srpske u Republici Srpskoj, a u Federaciji Bosne i Hercegovine prelazi isključivo na županije. Takvim rješenjem u Federaciji Bosne i Hercegovine formalno je omogućeno nastavak nastave u osnovnim i srednjim školama u tri županije s većinskim hrvatskim stanovništvom (Zapadnohercegovačka, Hercegbosanska i Posavska) i dvije županije s većinskim mješovitim hrvatsko-bošnjačkim stanovništvom (Hercegovačko-neretvanska županija i Županija Središnja Bosna). U područjima Bosne i Hercegovine s većinskim bošnjačkim i srpskim stanovništvom, u kojima su Hrvati povijesno ukorijenjeni postoje katolički školski centri (Sarajevo, Zenica, Tuzla, Travnik, Banja Luka, Bihać i Žepče). Druge obrazovne ustanove su: znanstvenoistraživački instituti mostarskog Sveučilišta, Hrvatski leksikografski institut Bosne i Hercegovine i Zavod za školstvo u Mostaru.

### Šport
Riječ šport nekad je označavala svaku igru i zabavu. Tradicionalni športovi su nekada bili jedan od glavnih događanja na selu kod Hrvata u Bosni i Hercegovini. U bogatoj seoskoj tradiciji mnogi stari športovi su već pomalo i zaboravljeni, ali danas ponovno ožive na pojedinim društvenim događanjima u područjima koja naseljavaju bosanskohercegovački Hrvati te motiviraju mlade da ih sačuvaju od zaborava i u njima uživaju. U mostarskoj Staroj gimnaziji (Gimnazija Mostar) koja je počela djelovati kao škola već 1897. godine, začeo se i nogomet i košarka pa je značaj ove legendarne institucije za razvoj ne samo športa, od presudne važnosti za grad Mostar i čitavu regiju. Najstariji hrvatski nogometni klubovi u Bosni i Hercegovini su Hrvatski športski klub Zrinjski Mostar, Sarajevski amaterski športski klub i Nogometni klub Hrvoje Banja Luka, a danas su najuspješniji Zrinjski (6 naslova prvaka i 2 kupa BiH) i Nogometni klub Široki Brijeg (2 naslova prvaka i kup BiH). Najpoznatiji hrvatski nogometaši iz BiH su: Ivica Osim, Josip Katalinski, Mario Stanić, Miroslav Blažević, Miroslav Brozović, Davor Jozić, Franjo Vladić, Blaž Slišković, Vedran Ćorluka, Mladen Petrić, Nikica Jelavić, Danijel Pranjić, Ivan Rakitić i Dejan Lovren.
Hrvatski košarkaški klub Široki je postao je jedan od najuspješnijih športskih klubova u državi i uzorni član europske košarkaške obitelji. Košarka bosakohercegovačkih Hrvata dala je velik broj uspješnih jugoslavenskih, hrvatskih i bosanskohercegovačkih košarkaša, od kojih su najpoznatiji: Franjo Arapović, Stanko Barać, Bojan Bogdanović, Matej Mamić, Damir Markota, Damir Mulaomerović, Zoran Planinić, Vedran Princ i Marin Rozić. Osim nogometa i košarke, popularni su i rukomet, tenis, šah, boćanje, kuglanje i dr. Tenis bosanskohercegovačkih Hrvata je iznjedrio okosnicu Hrvatske teniske reprezentacije, velika svjetska imena kao što su Ivan Ljubičić i Marin Čilić. Rukometni klub Izviđač Ljubuški je četverostruki rukometni prvak Bosne i Hercegovine i dvostruki pobjednik Rukometnog kupa BiH, a redovito je nastupao i na europskoj sceni. Hrvatski rukomet u Bosni i Hercegovini dao je Hrvatskoj rukometnoj reprezentaciji velika svjetska imena, kao što su: Ivano Balić, Zlatko Saračević, Irfan Smajlagić, Slavko Goluža, Božidar Jović, Denis Buntić, Vlado Šola, Venio Losert i Mirko Alilović.

## Demografska povijest

### Srednjovjekovna Bosna i Osmansko Carstvo
Stanovništvo srednjovjekovne Bosne je bilo slavensko, po svojim etničkim i vjerskim značajkama pripadajući istom etničkom supstratu kao i Hrvati. Osim samoga spomena hrvatskoga imena, to se vidi u mnogobrojnim etno-kulturnim obilježjima. Po nekim procjenama na području srednjovjekovne Bosne uoči turskog osvajanja je živjelo 850.000 – 900.000 stanovnika, sljedećeg nacionalnog sastava: katolika oko 750.000 ili 85,22 %, krstjana oko 80.000 ili 9,09 % i pravoslavaca oko 50.000 ili 5,68 %.
U osmanskom razdoblju broj katolika drastično opada. Kada su osvojili Bosnu, 1463. godine, Turci su, po različitim podatcima, 100.000 domaćeg katoličkog stanovništva odveli u zarobljeništvo i 30.000 mladića u janjičare. Godine 1528./1529. u današnjoj BiH bilo je: katolika oko 360.000 ili 57 %, muslimana oko 220.000 ili oko 34 % i pravoslavaca oko 55.000 ili 9 %. Godine 1624. bilo je: muslimana oko 300.000 ili 67 %, katolika oko 100.000 ili 22 % i pravoslavaca oko 50.000 ili 11 %.
Povjesničar Muhamed Hadžijahić je procijenio da je 1710. u BiH bilo oko 100,000 kršćana, a 1817. oko 400 000. Brojke je temeljio na izvješćima o katolicima, a godišnji prirodni priraštaj kršćanskog stanovništva u 18. stoljeću procijenio je na 1,3%. Prema popisu stanovništva Bosanskog pašaluka iz 1851. godine, koji je popisivao samo muškarce, bilo je u Bosni i Hercegovini 440 733 stanovnika. Hadžijahić je na temelju tog popisa napravio procjenu ukupnog broja stanovništva Bosne i Hercegovine, zaključivši da je tada u BiH bilo 1 077 956 stanovnika, od čega 173 200 katolika ili 16,07%. Popis iz 1870. godine zatekao je 220 353 katolika od 1 510 307 stanovnika ili 14,59%.

### Austro-Ugarska i Kraljevina Jugoslavija
U austrougarskom razdoblju počinje oporavak demografske slike Hrvata u Bosni i Hercegovini. Prema popisu stanovništva iz 1910. godine, u Bosni i Hercegovini bilo je 114 591 useljenika, od čega su trećina bili Hrvati.
Tako je Bosna i Hercegovina godine 1895. imala 1.336.091 stanovnika, sljedećeg nacionalnog sastava:grčki pravoslavci1 – 571.250 ili 42,76 %, muhamedanci2 – 492.710 ili 36,88 %, rimokatolici – 265.788 ili 19,89 %, židovi – 5805 ili 0.43 % i ostali – 538 ili 0,04 %.
Osnovno obilježje razdoblja Kraljevine Jugoslavije je bilo nastojanje Srba da se nametnu kao dominantan čimbenik u zemlji s ciljem "srbizacije" nesrpskih naroda. Po popisu stanovništva iz 1931. godine, Bosna i Hercegovina imala je 2.323.787, sljedećeg nacionalnog sastava : Srbi 44,25 %, Muslimani 30,90 %, Hrvati 23,58 % i Ostali 1,02 %.
1 Do popisa 1905. godine pravoslavci su popisivani kao grčki pravoslavci.
2 Do 1901. godine službeno ime Muhammedaner (njemački) – muhamedanci.

### Socijalistička Jugoslavija
Za vrijeme druge Jugoslavije, po popisima 1953. – 1991. Hrvati su od 23,00 % pučanstva pali na 17,30 % iako se njihov sveukupan broj povećao. Prema popisu stanovništva iz 1953. godine, Hrvati-katolici su činili većinu u većini kotareva koji su nalazili na teritorijima koji su 1939. godine ušli u Banovinu Hrvatsku. Tada je njihov broj iznosio 654.229, odnosno 23,00 % ukupnog stanovništva Bosne i Hercegovine. Prema popisu stanovništva iz 1961. godine, Hrvati su činili 21,70 % ukupnog stanovništva Bosne i Hercegovine, a njihov broj je iznosio 711.660. Kotari su podijeljeni na manje općine.
Prema popisu stanovništva iz 1971. godine, Hrvati su činili 20,60 % ukupnog stanovništva Bosne i Hercegovine, a njihov broj je iznosio 772.491. Prema popisu stanovništva iz 1981. godine, Hrvati su činili 18,60 % ukupnog stanovništva Bosne i Hercegovine, a njihov broj je iznosio 767.247. U odnosu na popis stanovništva iz 1971., postotak Hrvata se prvi put smanjio ispod 20,00 %, a nakon 1981. godine i dalje se nastavio smanjivati. Prema popisu stanovništva iz 1991. godine, Hrvati su činili 17,30 % ukupnog stanovništva Bosne i Hercegovine, a njihov broj je iznosio 755.895.

### Rat u Bosni i Hercegovini
Ukupan broj Hrvata u Bosni i Hercegovini se nastavio smanjivati, a tome je nakon 1991. najviše pridonio krvavi rat koji je bjesnio u Bosni i Hercegovini. Dolazi do tragičnog egzodusa hrvatskog naroda iz BiH. Veći primjeri toga egzodusa su Bosanska Posavina i srednja Bosna.
Na popisu stanovništva u Bosni i Hercegovini 1996. godine, koji je proveden od strane UNHCR-a (popis nije službeno priznat), Bosna i Hercegovina je imala 3.919.953 stanovnika. Od toga broja, Hrvata je bilo 571.317 ili 14,57 % ukupnog stanovništva te zemlje. Hrvati su zahvaljujući svojem samoorganiziranju putem Hrvatske Republike Herceg-Bosne i njezinih oružanih snaga Hrvatskog vijeća obrane izborili svoj opstanak u Bosni i Hercegovini, u ratu u toj zemlji.

### Sadašnje stanje
S velikom vjerojatnoćom se može tvrditi da su Hrvati danas većina u sljedećim općinama: Mostar, Široki Brijeg, Ljubuški, Livno, Čitluk, Tomislavgrad, Čapljina, Orašje, Posušje, Žepče, Grude, Vitez, Kiseljak, Novi Travnik, Prozor-Rama, Jajce, Odžak, Stolac, Busovača, Neum, Domaljevac-Šamac, Usora, Kreševo, Kupres, Dobretići i Ravno.
Općine u kojima Hrvati čine trećinu stanovništva su: Travnik, Uskoplje, Vareš, Fojnica i Glamoč. Općine u kojima Hrvati čine oko 15 % stanovništva su: Tuzla, Brčko, Bugojno, Kakanj, Drvar i Bosansko Grahovo. Općine s hrvatskom većinom, (njih 14) čine kompaktno područje koje se proteže od Kupresa na sjeverozapadu, do Ravnog na jugoistoku zemlje, dok 12 općina u Bosni i Posavini predstavljaju enklave s hrvatskom većinom.
Prema međunarodnim procjenama (CIA World Factbook), danas u Bosni i Hercegovini živi 571.317 Hrvata i oni čine 14.57 % ukupnog stanovništva Bosne i Hercegovine. Prema procjenama biskupskih ordinarijata, danas u Bosni i Hercegovini živi 459.102 katolika, od kojih su skoro svi Hrvati. Posve utemeljeno svakako treba dodati još barem 40.000 Hrvata, koji ili nisu katolici ili nisu u kontaktu sa župnim uredima (oko 10 % od pretpostavljenog broja Hrvata). Tako se opravdano sadašnji broj Hrvata u BiH, može zaokružiti na oko 500.000 ili oko 15 % stanovništva.

## Simboli

### Hrvatski pleter
Od dolaska na područje današnje Hrvatske i Bosne i Hercegovine jedan od prvih simbola koji su Hrvati počeli koristiti je bio pleter, znan i kao troplet. Pleterna ornamentika je reljefna dekoracija čiji osnovni element, jednotračni ili višetračni prutić, tvori najrazličitije kombinacije ornamenata u koje su potkad upleteni stilizirani biljni motivi te životinjske i ljudske figure. Hrvatski pleter, znan i kao troplet je geometrijski ukras specifičan za starohrvatsku kulturu. Starohrvatske pletere nalazimo gotovo posvuda gdje je ta kultura imala veći ili manji utjecaj, uglavnom u i na crkvama koje su građene predromaničkim hrvatskim slogom u periodu od 9. do 12. stoljeća te u i na ranohrvatskim samostanima iz istog perioda.
Danas je hrvatski pleter prisutan u samom grbu Hrvata u Bosni i Hercegovini, točnije u gornjem dijelu grba, iznad stiliziranog štita, vodoravno položen na štit iznad tri središnja polja. Osim na grbu, troplet je prisutan na brojim spomenicima, spomen-pločama, nadgrobnim spomenicima, dokumentima (školska svjedočanstva i dr.) u područjima s većinskim hrvatskim stanovništvom u Bosni i Hercegovini.

### Heraldički ljiljan
Po prvi put u našim krajevima heraldički ljiljan se pojavljuje u grbu obitelji Hrvatinić, a postao je poznat po Kotromanićima, posebice Tvrtku I. Kotromaniću, čiji se grb sastojao se od plavoga polja na kojem je koso udesno postavljena srebrna greda s po tri zlatna ljiljana sa svake strane grede. Iznad grba bila je kaciga s krunom i perjanicom. 1992. godine grb sa zlatnim ljiljanima, načinjen prema grbu Kotromanića prema prijedlogu Hrvatske demokratske zajednice Bosne i Hercegovine u Skupštini Republike Bosne i Hercegovine nalazi svoju ponovnu upotrebu s proglašenjem neovisne Republike Bosne i Hercegovine.
Zastava Republike Bosne i Hercegovine sastojala se od stiliziranoga povijesnog grba na bijeloj podlozi. S obzirom na žrtve Hrvata od strane Armije Republike Bosne i Hercegovine za vrijeme bošnjačko-hrvatskog sukoba, koja je za simbole imala upravo ljiljane, nastala je odbojnost hrvatskog naroda prema ljiljanima u sjevernoj i središnjoj Bosni te u sjevernoj i središnjoj Hercegovini. Bošnjaci i dalje koriste navedenu zastavu u odgovarajućim kulturnim prilikama, a na grbu Federacije Bosne i Hercegovine i grbovima nekih županija i općina, ljiljan se koristi kao simbol Bošnjaka, koji ga povezuju s bosanskim ljiljanom.

### Povijesni grbovi
Grb Bosne iz 19. stoljeća predstavljen je u Fojničkom grbovniku. Grb se koristio za vrijeme borbe za velikog hercegovačko-bosanskog ustanka, koji su 1875. godine u donjoj Hercegovini, na području Gabele i Hrasna, 19. lipnja, Hrvati pod vodstvom don Ivana Musića digli protiv turske vlasti zbog velikih poreza. Grb je predstavljao zlatni šiljasti štit, u obliku vrha strijele s nazubljenom krunom, na čijoj su se sredini nalaze dva ukrštena ključa. Na mjestu ukrštanja nalazio se mali crveni šiljasti štit sa srebrenim polumjesecom i zlatnom šestokrakom zvijezdom, koji su bili okrenuti prema gore. Zvijezda Danica (žuta šestokraka zvijezda) s bijelim (srebrnim) mladim mjesecom su motivi najstarijeg poznatog hrvatskog grba iz 12. stoljeća. Ovi elementi grba nalaze se uključeni u brojne hrvatske plemićke i gradske grbove, a kao boje ustalit će se srebrni polumjesec i zlatna zvijezda na crvenom štitu. Tako će biti uključeni i u grb na inauguralnoj Jelačićevoj zastavi iz 1848. Od 19. stoljeća simbol zvijezde i polumjeseca naziva se Leljiva, a donošenjem Zakona o grbu, zastavi i himni Republike Hrvatske, te zastavi i lenti Predsjednika Republike Hrvatske, 21. prosinca 1990. godine, leljiva je smještena na hrvatski grb, u krunu s pet šiljaka.
Dolaskom pod austrougarsku upravu, Bosna i Hercegovina je dobila i novi grb. Grb korišten u to doba je modifikacija grba Hrvoja Vukčića Hrvatinića, hrvatskog bana i hercega splitskog iz 14. stoljeća. Grb je predstavljao: zlatni štit, iz čijeg lijevog srebrenog obruba, izlazi crvena oklopljena savijena ruka, koja drži srebrenu sablju, sa zlatnom drškom, okrunjen krunom od heraldičkih lijljana. Varijacija navedenog grba na crvenom štitu i sa zlatnom oklopljenom savijenom ruka, koja drži zlatnu sablju, sa zlatnom drškom je prihvaćena kao grb Hrvata Bosne i Hercegovine, posebice Hrvata ramskog kraja, gdje se navedeni motivi uz Ramski križ i hrvatski povijesni grb i danas nalaze u grbu općine. U ratu u Bosni i Hercegovini, slični motivi; srebrena oklopljena savijena ruka koja drži srebrenu sablju i tom sabljom brani povijesni hrvatski grb, koji predstavlja Hrvate od zmije, koja predstavljala neprijatelje, našli su se na grbu 2. gardijske brigade Hrvatskog vijeća obrane.

### Zastava
Zastava Hrvatske Republike Herceg-Bosne se sastoji od tri boje: crvene, bijele i plave, s grbom Herceg-Bosne u sredini. Omjer širine i dužine zastave je 1 : 2. Boje zastave su položene vodoravno i to ovim redom s gornje strane: crvena, bijela i plava. Svaka boja čini jednu trećinu širine zastave. Grb Herceg-Bosne je smješten u sredini zastave tako da gornji dio grba (pleter) zalazi u crveno polje zastave, a donji dio grba (u visini jednog kvadratnog polja) zalazi u plavo polje zastave. Središnja točka grba poklapa se s točkom u kojoj se sijeku dijagonale zastave.
Zastava je usvojena za zastavu Hrvatske zajednice Herceg-Bosne. Nakon ukidanja Herceg-Bosne Washingtonskim sporazumom iz 1994., zastava je prihvaćena kao zastava Hrvata Bosne i Hercegovine. Zastava se još za vrijeme rata u BiH počela koristiti na svadbama, a postala je nezaobilazna i na ostalim društvenim događajima Hrvata u BiH.

### Grb
Grb Hrvatske Republike Herceg-Bosne je povijesni hrvatski grb u obliku stiliziranog štita, podijeljen vodoravno i okomito u dvadeset pet crvenih i bijelih kvadrata, tako da je prvo polje u lijevom gornjem kutu stiliziranog štita crvene boje. Iznad stiliziranog štita nalazi se pleter vodoravno položen na štit iznad tri središnja polja. Omjer visine tropleta i visine kvadratnog polja je 1:1, a omjer dužine tropleta i dužine kvadratnog polja je 3:1. Grb je obrubljen zlatnom crtom.
Ukidanjem Herceg-Bosne i osnivanjem Federacije Bosne i Hercegovine grb se prestao rabiti, a danas je samo u uporabi u učionicama škola u BiH koje svoju nastavu izvode po hrvatskom nastavnom planu i programu te u Zapadnohercegovačkoj i Hercegbosanskoj županiji gdje se koristi kao službeni grb tih dviju županija. Navedene županije koriste zastavu i grb Herceg-Bosne kao županijske zastave i grbove, iako ih je Ustavni sud Federacije BiH već nekoliko puta proglasio nelegalnim.

## Srodni članci
| - Hrvati - Povijest Hrvata Bosne i Hercegovine - Kultura Hrvata Bosne i Hercegovine | - Etnologija Hrvata Bosne i Hercegovine - Demografska povijest Hrvata Bosne i Hercegovine - Simboli Hrvata Bosne i Hercegovine - Radiotelevizija Herceg-Bosne |

## Unutarnje poveznice
| - Bosanskohercegovački Hrvati u srednjovjekovnoj Bosni i Osmanskom Carstvu - Bosanskohercegovački Hrvati u Austro-Ugarskoj i Kraljevini Jugoslaviji - Bosanskohercegovački Hrvati u 2. svjetskom ratu i Socijalističkoj Jugoslaviji - Bosanskohercegovački Hrvati u Ratu u Bosni i Hercegovini - Bosanskohercegovački Hrvati nakon Daytonskog sporazuma - Katoličanstvo u Hrvata Bosne i Hercegovine - Umjetnost Hrvata Bosne i Hercegovine - Hrvatska književnost u Bosni i Hercegovini - Hrvatska glazba u Bosni i Hercegovini - Hrvatska kulturna baština u Bosni i Hercegovini - Hrvatski obrazovni sustav u Bosni i Hercegovini - Hrvatski šport u Bosni i Hercegovini - Život i običaji Hrvata Bosne i Hercegovine - Hrvatske narodne nošnje u Bosni i Hercegovini - Hrvatska kuhinja u Bosni i Hercegovini - Blagdani i spomendani Hrvata Bosne i Hercegovine - Hrvati katolici u Herceg-Bosni 1743. - Katolici u Sarajevu - Popis Hrvata katolika u župi Mostar 1844. | - Popis stanovništva u Bosni i Hercegovini 1879. - Popis stanovništva u Bosni i Hercegovini 1885. - Popis stanovništva u Bosni i Hercegovini 1895. - Popis stanovništva u Bosni i Hercegovini 1910. - Popis stanovništva u Bosni i Hercegovini 1921. - Popis stanovništva u Bosni i Hercegovini 1931. - Popis stanovništva u Bosni i Hercegovini 1948. - Popis stanovništva u Bosni i Hercegovini 1953. - Popis stanovništva u Bosni i Hercegovini 1961. - Popis stanovništva u Bosni i Hercegovini 1971. - Popis stanovništva u Bosni i Hercegovini 1981. - Popis stanovništva u Bosni i Hercegovini 1991. - Popis katoličkih kućanstava i vjernika u BiH - Hrvatski pleter - Heraldički ljiljan - Povijesni grbovi - Zastava Hrvatske Republike Herceg-Bosne - Grb Hrvatske Republike Herceg-Bosne - Sicanje |

## Vanjske poveznice
| - HercegBosna.org Nacionalni internet portal Hrvata u BiH - HrvatiBH.com Hrvatski web imenik u BiH (arhiv) | - Radiotelevizija Herceg-Bosne Hrvatski medij u BiH na državnoj razini - RTV Herceg-Bosne Youtube kanal |